# Sem Cephas
Sem Cephas nebo Sem Céphas (15. března 1872, Yogyakarta – 20. března 1918, Yogyakarta) byl jávský fotograf, který kráčel ve stopách svého otce fotografa Kassiana Cephase.

## Životopis
Byl nejstarším synem Kassiana Cephase a jeho manželky Diny Rakijah, kteří vychovali čtyři děti. Po smrti svého otce pokračoval v rodinném fotografickém podnikání až do své vlastní smrti v roce 1918.
Jeho otec Kassian Cephas se v kostele v Yogyakartě 22. ledna 1866 oženil s Dinou Rakijah (nar. 1846), křesťanskou jávskou ženou a dcerou Soerobangso a Rad Rakemah. Manželé vychovali jednu dceru a tři syny: Naomi (nar. 28. června 1866), Sem (nar. 15. března 1870), Fares (nar. 30. ledna 1872) a Jozefa (nar. 4. července 1881). Měli také syna jménem Jacob, který se narodil v roce 1868, ale zemřel ve stejném roce. Naomi se v roce 1882 provdala za holandského inženýra Christiaana Beema a páru se narodilo třináct dětí, z nichž osm dosáhlo dospělosti. Cephasův nejstarší syn Sem se stal fotografem a malířem v ateliéru svého otce. 

## Galerie

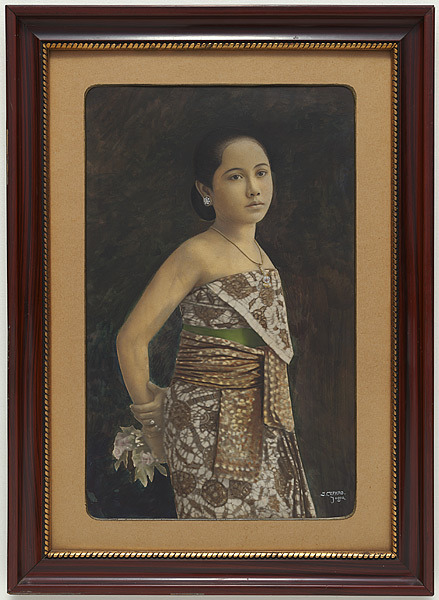
Portrét jávské ženy
Tři mladé ženy pracují na batice, Yogyakarta, asi 1915
Jávský muž si uvazuje šátek, asi 1900
Mladý muž s ptačí klecí, pravděpodobně Yogyakarta
Mladý muž nesoucí dva svazky palivového dřeva na holi přes rameno, pravděpodobně Yogyakarta
Fotograf Kassian Céphas u moře, Mantjingan poblíž Parangtritis
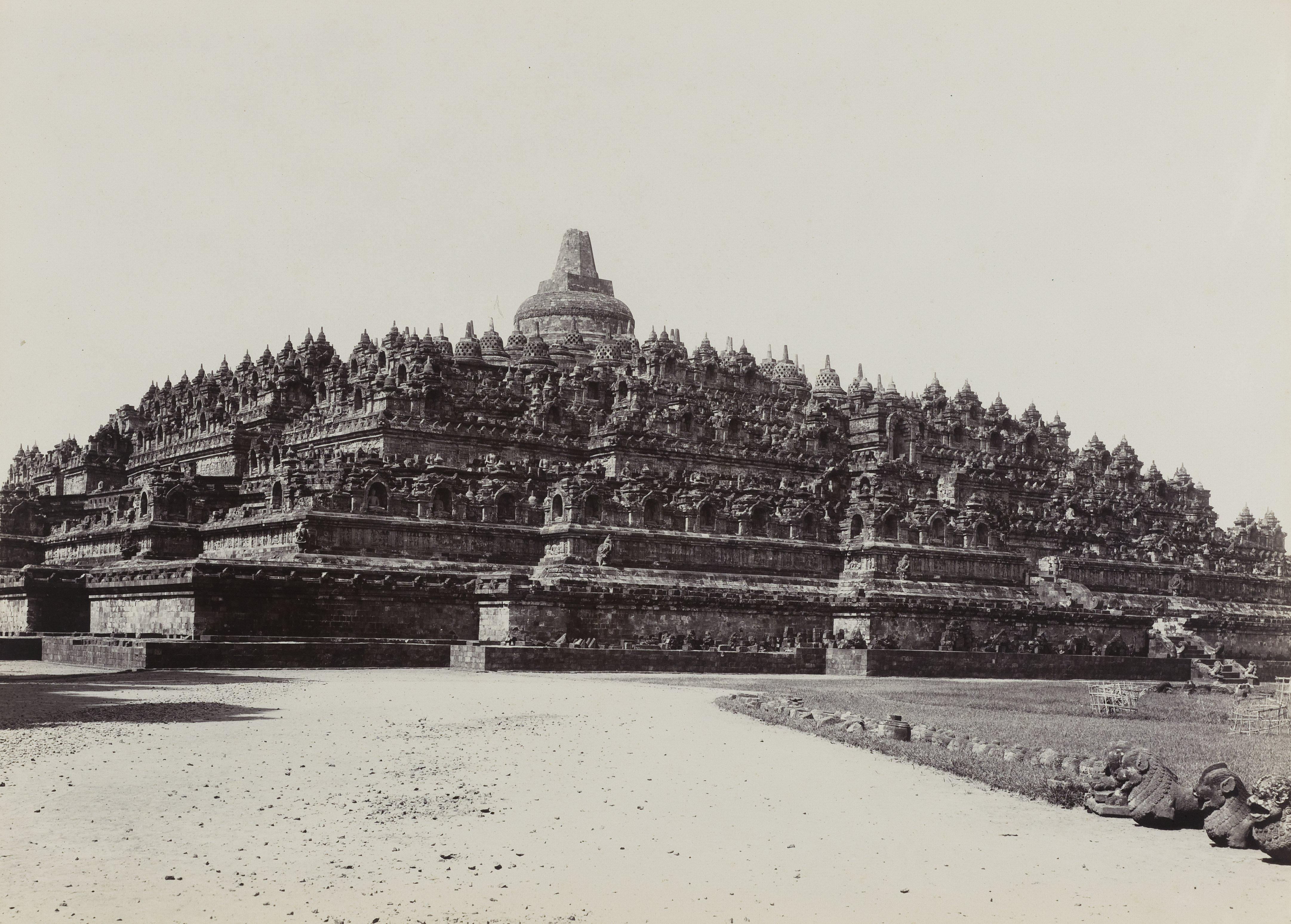
Borobudur
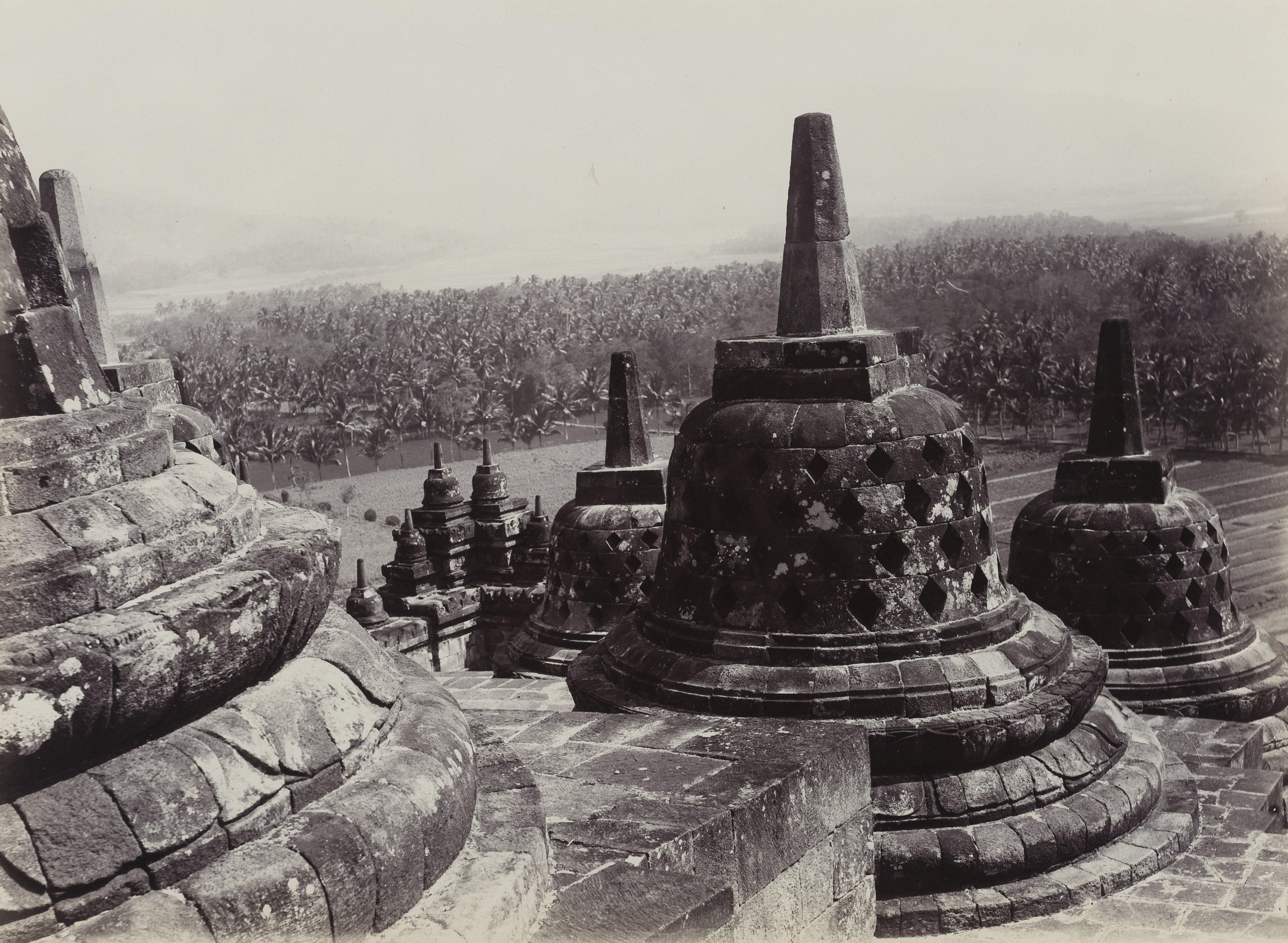
Terasy na Borobuduru
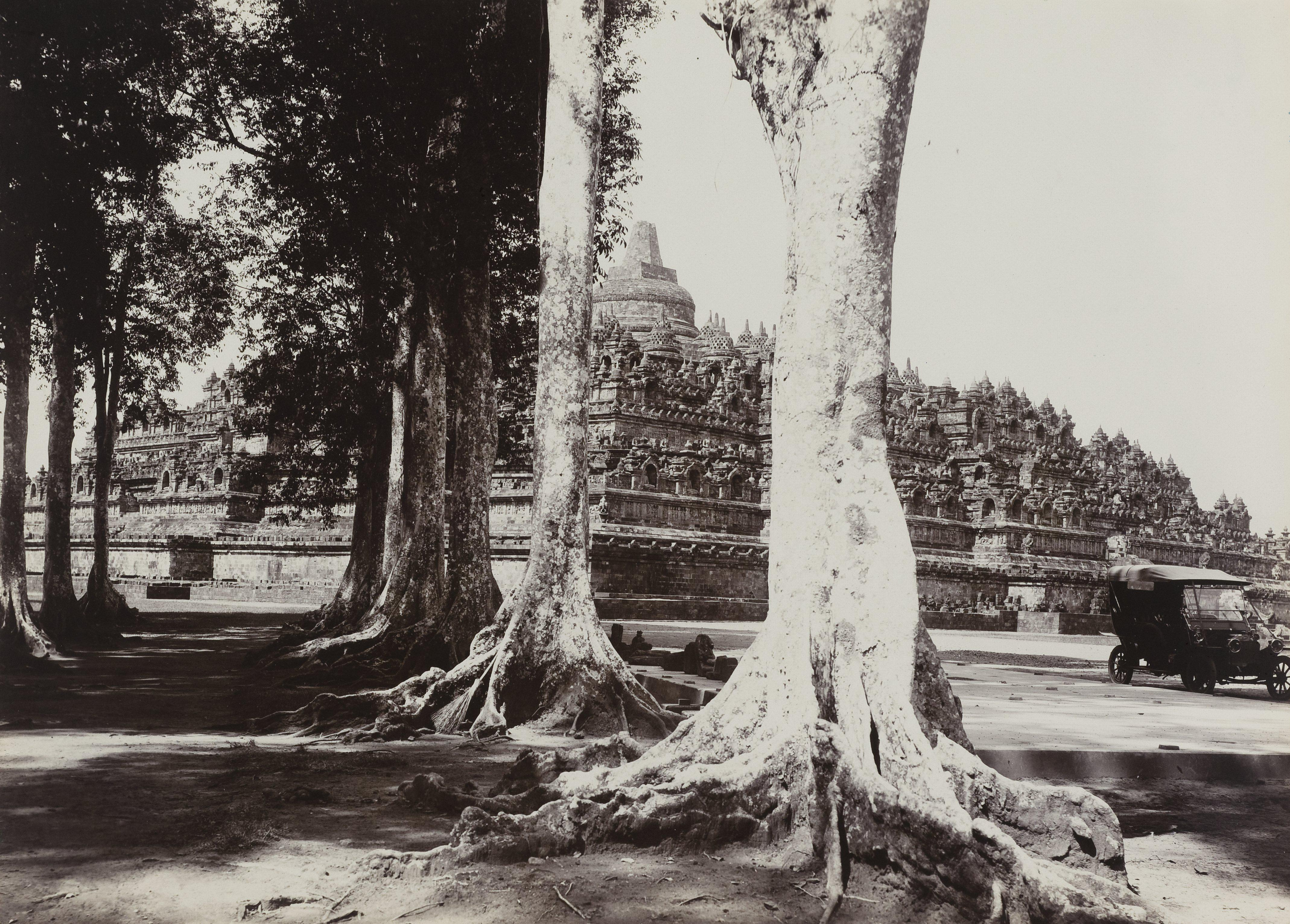
Borobudur, vpravo automobil
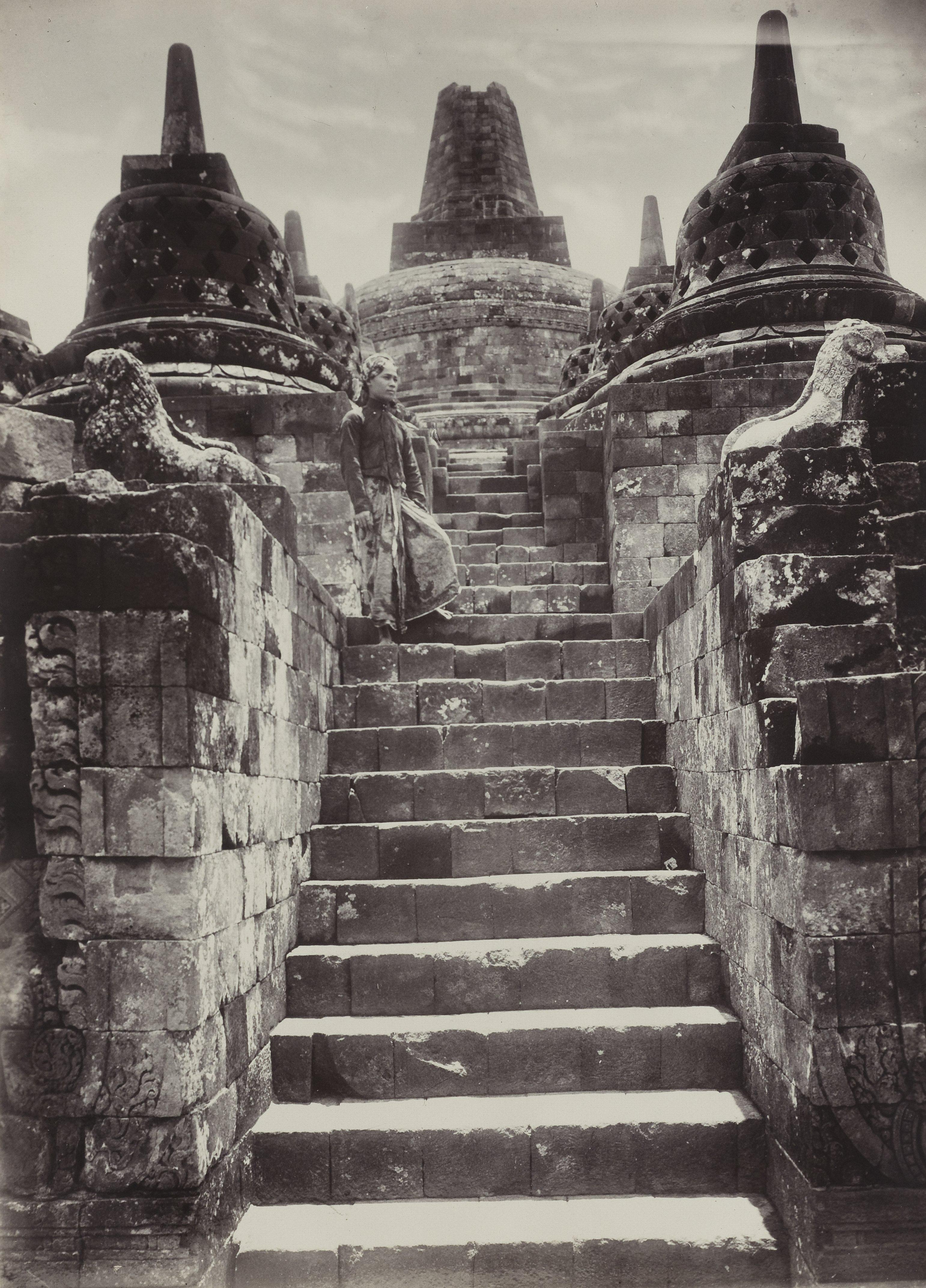
Jávský muž na schodech na terasy, Borobudur
Brána do stájí, Yogyakarta
Nositelé ampilanu, skládající se převážně z předků, sultán Yogyakarty pod dohledem mužských stráží
Skalní stěna s jeskyní Ptačí hnízdo v Rongkapu
Sestup sběračů ptačích hnízd podél 38 metrů vysokého útesu v Rongkapu na jižním pobřeží Jávy jihovýchodně od Yogyakarty
Jeskyně Ptačí hnízdo v Rongkapu na jižním pobřeží Jávy jihovýchodně od Yogyakarty
Domorodí a evropští muži, pravděpodobně na pobřeží v Mantjinganu